# Петър Арнаудов (духовник)
Иконом Петър Костов Арнаудов (1828 – 1884) – български духовник, възрожденец, участник в църковно-освободителните борби, представител в Първия църковно-народен събор (1871) в Цариград.
Роден през 1828 г. в град Елена, Петър Арнаудов завършва Московската духовна академия през 1858 година.
От 1858 година е учител в Русе заедно с Иван Касабов.
През 1861 г. във Виена излиза от печат книгата „Кратка естествена история с 113 образа на разни животни и растения. Преведена и издадена от П. Дамияновичя и П. К. Арнаудова“.
На 14 януари 1871 г. на заседание на русенския епархийски съвет е избран за представител на първия църковно-народен събор в Цариград.
Народен представител във II ВНС (1881 – Свищов) от Консервативната партия.
Починал в Русе през 1884 г.